# Simone Zoundi
Simone Zoundi, née en 1941 au Burkina Faso, est une entrepreneure burkinabè, pionnière de l'agroalimentaire au Burkina Faso.
Elle est la fondatrice de la Société d'exploitation des produits alimentaires (SODEPAL) et  engagée dans la promotion des produits locaux et la lutte contre la malnutrition,.

## Biographie
Née en 1941 au Burkina Faso, Simone Zoundi née Kafando, poursuit des études commerciales à l'école supérieure de commerce et d'administration des entreprises (ESCAE) de Toulouse, en France, où elle obtient son diplôme en 1968.

## Parcours

### Entrepreneurial
En 1980, elle fonde la Société industrielle de biscuits et bonbons (SIBB), première initiative qui traduit sa volonté de s'investir dans le secteur agroalimentaire.
En 1991, Simone Zoundi crée la Société d'exploitation des produits alimentaires (SODEPAL), spécialisée dans la transformation des produits agricoles locaux en aliments enrichis destinés principalement à la lutte contre la malnutrition.Simone Zoundi place la valorisation des ressources locales au cœur de sa démarche et milite pour une consommation de produits sains et adaptés aux besoins nutritionnels locaux, soulignant les avantages pour la santé publique et pour le développement économique national.

### Engagement
En parallèle de ses activités industrielles, Simone Zoundi s'engage pour structurer le secteur agroalimentaire. En 1991, elle fonde la Fédération nationale des industries de l’alimentation et de la transformation du Burkina Faso (FIAB), qui regroupe aujourd'hui plus de 150 entreprises et associations.
En 2009, elle devient présidente de l’Association des Journées agroalimentaires (AJAAL), contribuant à organiser les Journées agroalimentaires (JAAL) lancées en 2010,.
Simone Zoundi/Kafando milite pour une valorisation des ressources locales dans l'industrie agroalimentaire. Elle plaide pour la création d'un centre multi-services dédié à l'encadrement et à la professionnalisation des jeunes et des acteurs du secteur agroalimentaire.

## Décorations et honneurs

### Décorations
- 1996 : Chevalier de l'Ordre National[3]
- 1997 : Prix combativité de CAPEO
- 1998 : Prix de Créativité, FIRSIT,

### Honneurs
- 2016 : Ashoka Fellown, : Elle est reconnue comme Ashoka Fellow en 2016 pour son travail pionnier dans le développement des ressources locales et la lutte contre la malnutrition et la pauvreté des enfants en Afrique.
- En mars 2025 : Elle a été honorée par une stèle sur la rue des Étoiles à Ouagadougou, en reconnaissance de son parcours et de sa contribution au développement économique et social du Burkina Faso[1].